# Глядки (Тернопільський район)
Гля́дки — село в Україні, у Тернопільській міській громаді Тернопільського району Тернопільської області. Розташоване на річці Серет, на півночі району. Діють бібліотека і фельдшерсько-акушерський пункт.
До 2018 року підпорядковувалося Чернихівській сільській раді. Населення — 213 осіб (2014).
З 2018 року увійшло до складу Тернопільської міської громади.

## Історія
Поблизу Глядок виявлено різночасові археологічні пам'ятки. Найбільше стоянок кам'яної доби — пізнього палеоліту та мезоліту, а також давньоруських поселень XII—XIII ст.
У давні часи село від ворожих нападів захищала неприступна смуга забагнених сіножатей над річкою, а з другого боку — густий, важкопрохідний ліс. З узгір'я можна було бачити всю околицю на кільканадцять кілометрів. Звідси виникла версія, що від слова «глядіти» пішла назва села Глядки. За переказами, поблизу села в 1649 році точилися великі бої між військами гетьмана Хмельницького і поляками, пов'язані з облогою Збаража і боями під Зборовом (село Глядки лежало на Кучманському шляху між Збаражем і Зборовом). З тих часів збереглася могила на глядецьких полях, яку називали «Хмелиськом». Про неї були записи у ґрунтово-кадастральних книгах. В ході боїв Першої світової війни могила була знищена. Тоді була спалена стара церква Св. Миколая, пам'ятка давньої архітектури, збудована 1764 року з тесаних масивних брусів дерева, в'язаних навхрест, з більшими виступами по кутах, з дерев'яними кілками замість цвяхів. Відбудова знищеного села почалася після закінчення війни силами селян.
У давніших часах громада с. Глядки творила самостійну парафію. Але згодом її прилучили спочатку до парафії с. Висипівці, а відтак — до парафії с. Чернихів. На переломі XIX і XX ст. парохом Чернихова, Глядок і Плесковець був о. Іван Гарматій, який займався також громадською працею. За його часів постала читальня «Просвіти», позичкова каса, крамниця. У 1907 році засновано товариство «Січ». Під час визвольної війни багато глядецької молоді стало в ряди УГА. Тривалий час у селі не було школи. Дітей навчав узимку приватний учитель. У 1890 році відкрили початкову школу. 
1 серпня 1934 року в рамках реформи на підставі нового закону про самоуправління (23 березня 1933 року) увійшло до нової сільської гміни Янківці (Тернопільський повіт Тернопільського воєводства).
До 1936 року навчання провадилося українською мовою і вчителями були українці. Тоді польська влада перетворила школу на польську і надала вчителя поляка. В 1939 році збудувала шкільний будинок, бо досі школа приміщувалась у громадському домі разом з іншими установами. У 1922 році побудовано нову церкву і Народний дім. У 1923 році засновано кооперативу «Віра», відновлено читальню «Просвіти». За допомогою односельчан в Америці і лісничого Левандовського село збудувало гарний дім з великою театральною залою та приміщеннями для бібліотеки, кооперативи, молочарні, «Рідної школи», «Сільського господаря» тощо. При читальні працював театральний гурток. В околицях села боротьба ОУН-УПА точилася до початку 1950-х років. У лісах було багато криївок, тут неодноразово зупинялись сотні УПА, зокрема «Бурлаки» та «Рубачі». Через підпілля та повстанський рух пройшло 18 вихідців з Глядок, багато людей було виселено та репресовано. За радянських часів Глядки належали до сільради і колгоспу в Чернихові. Сьогодні тут діє початкова школа, клуб, бібліотека, ФАП. Сьогодні землі Глядок, що лежать на березі Івачівського водосховища, мають важливе рекреаційне значення.

## Релігія
- Церква Святого Миколая (1922, УГКЦ).

## Пам'ятники
Встановлено пам'ятний знак на честь скасування панщини, насипано символічну могилу воякам УПА (1990).

## Населення
У 1832 році в селі налічувалось 386 мешканців. У 1880 році — 486 мешканців, з них: 458 греко-католиків, 18 латинників, 10 євреїв. У 1890 — приблизно 714 жителів: 654 греко-католиків, 35 католиків, 25 євреїв. У 1910 — 797 мешканців. У 1931 — 692 жителі. У 2007 році — 258 мешканців та 127 хат.

## Галерея

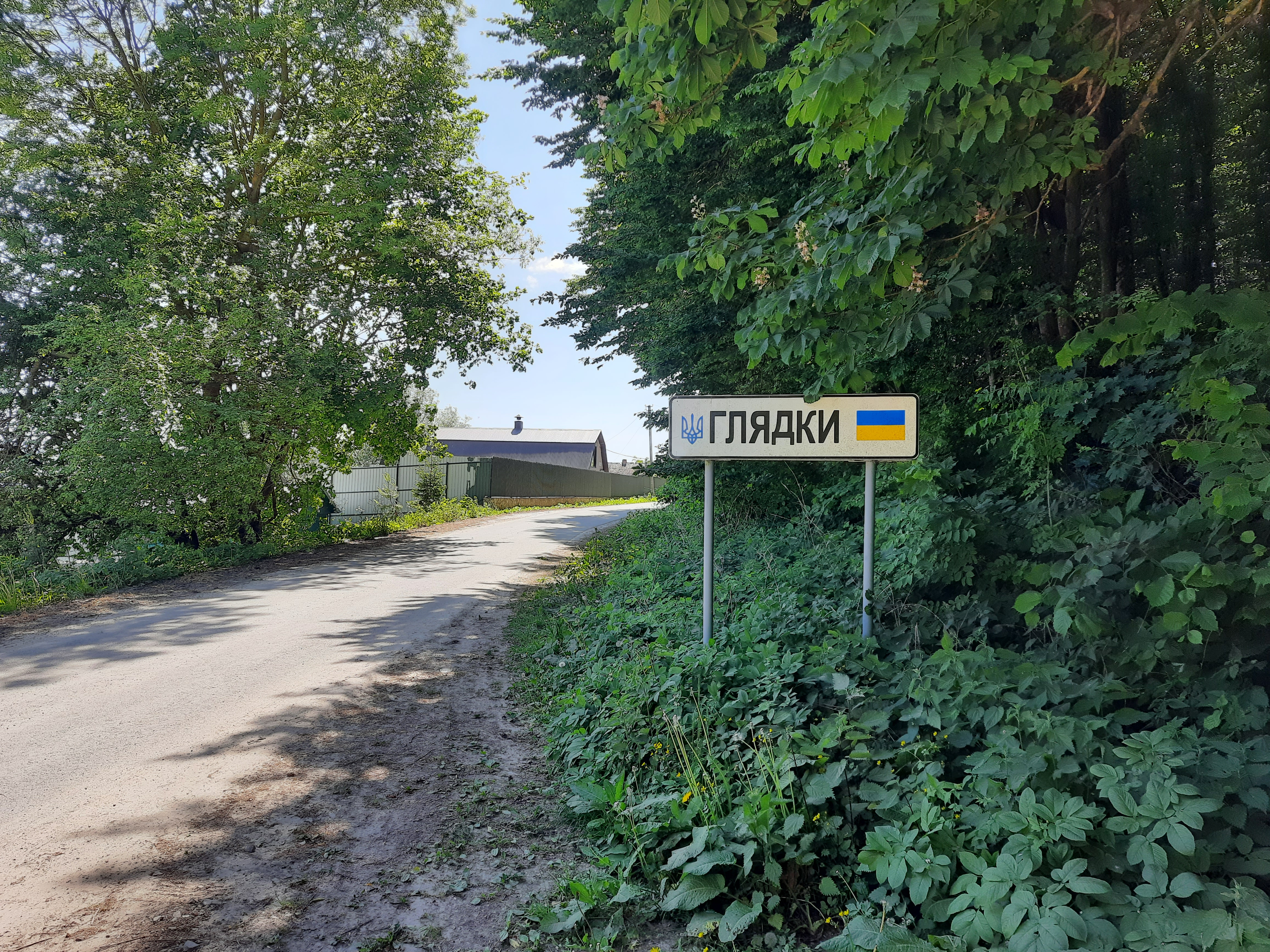
Дорожній знак при в'їзді в село
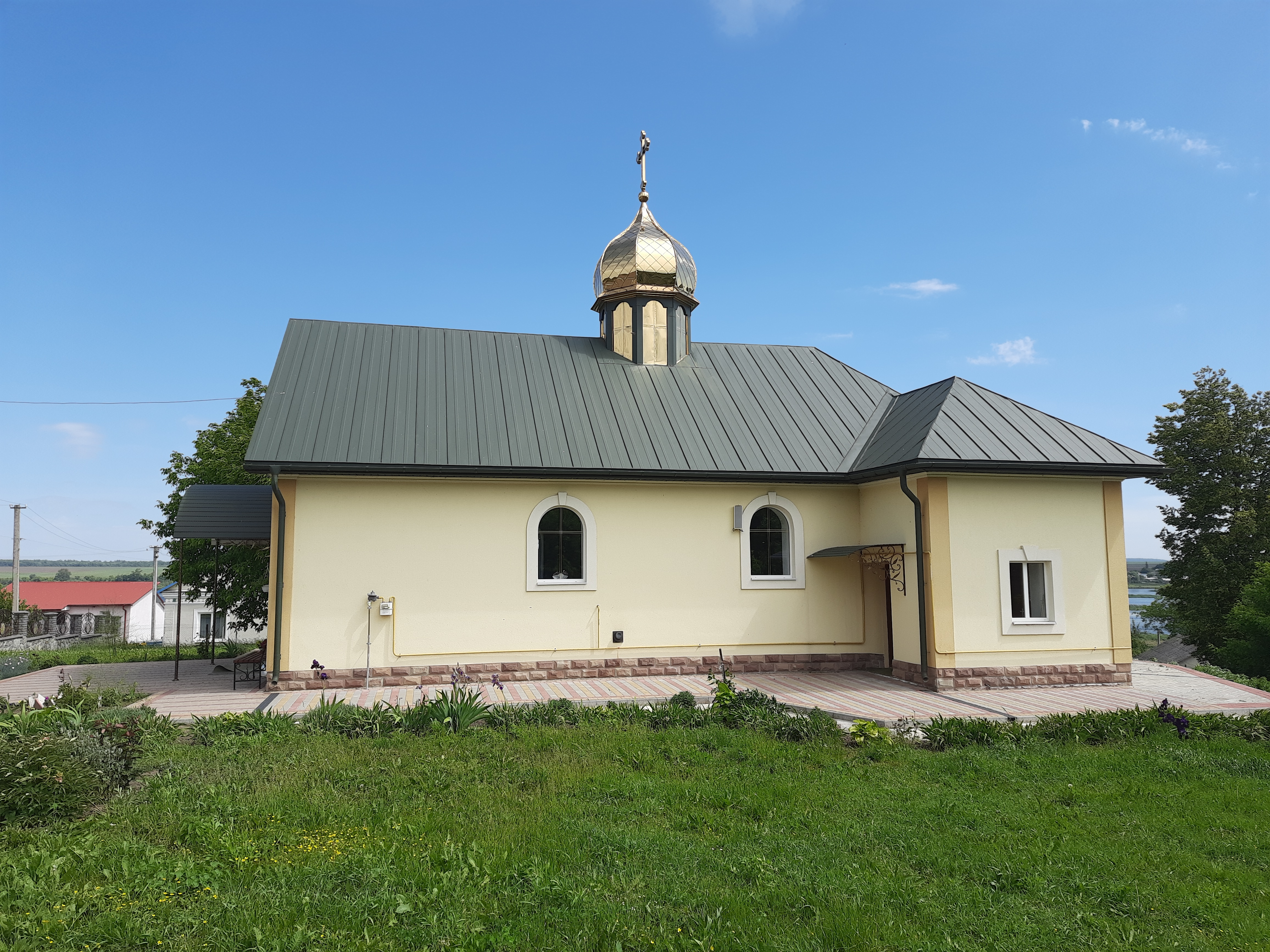
Церква Святого Миколая
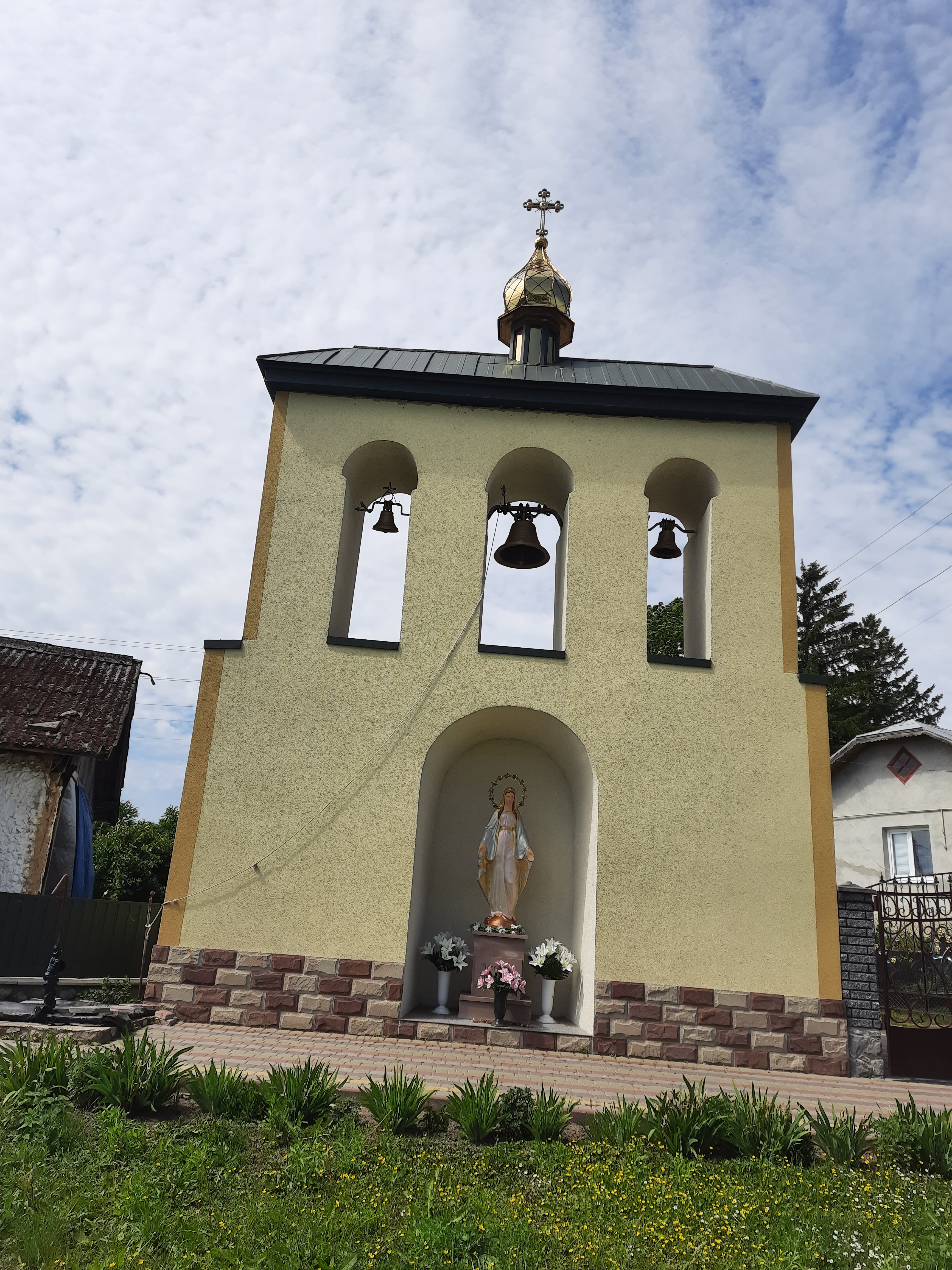
Дзвіниця церкви Святого Миколая
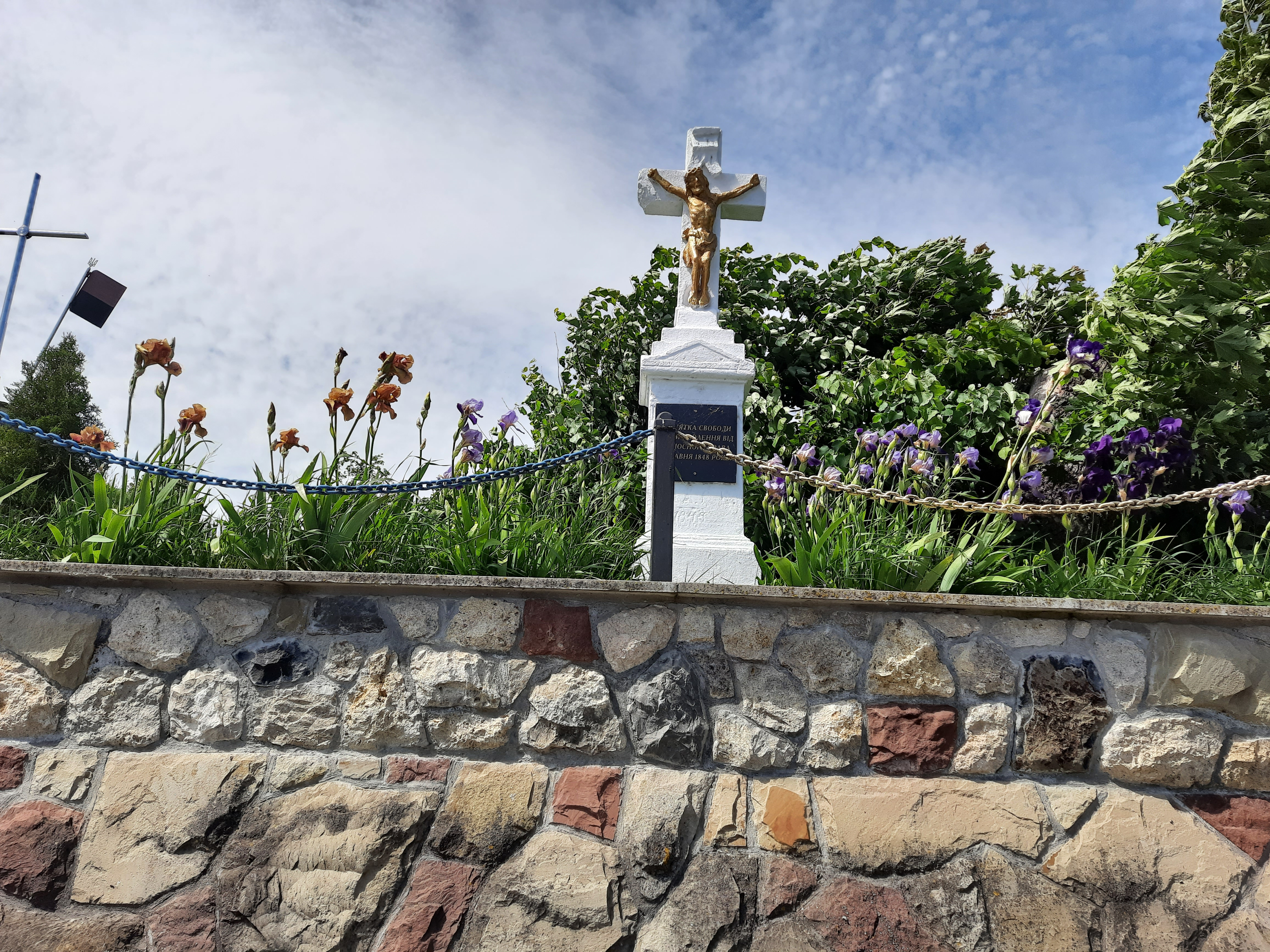
Пам'ятний знак (хрест) на честь скасування панщини
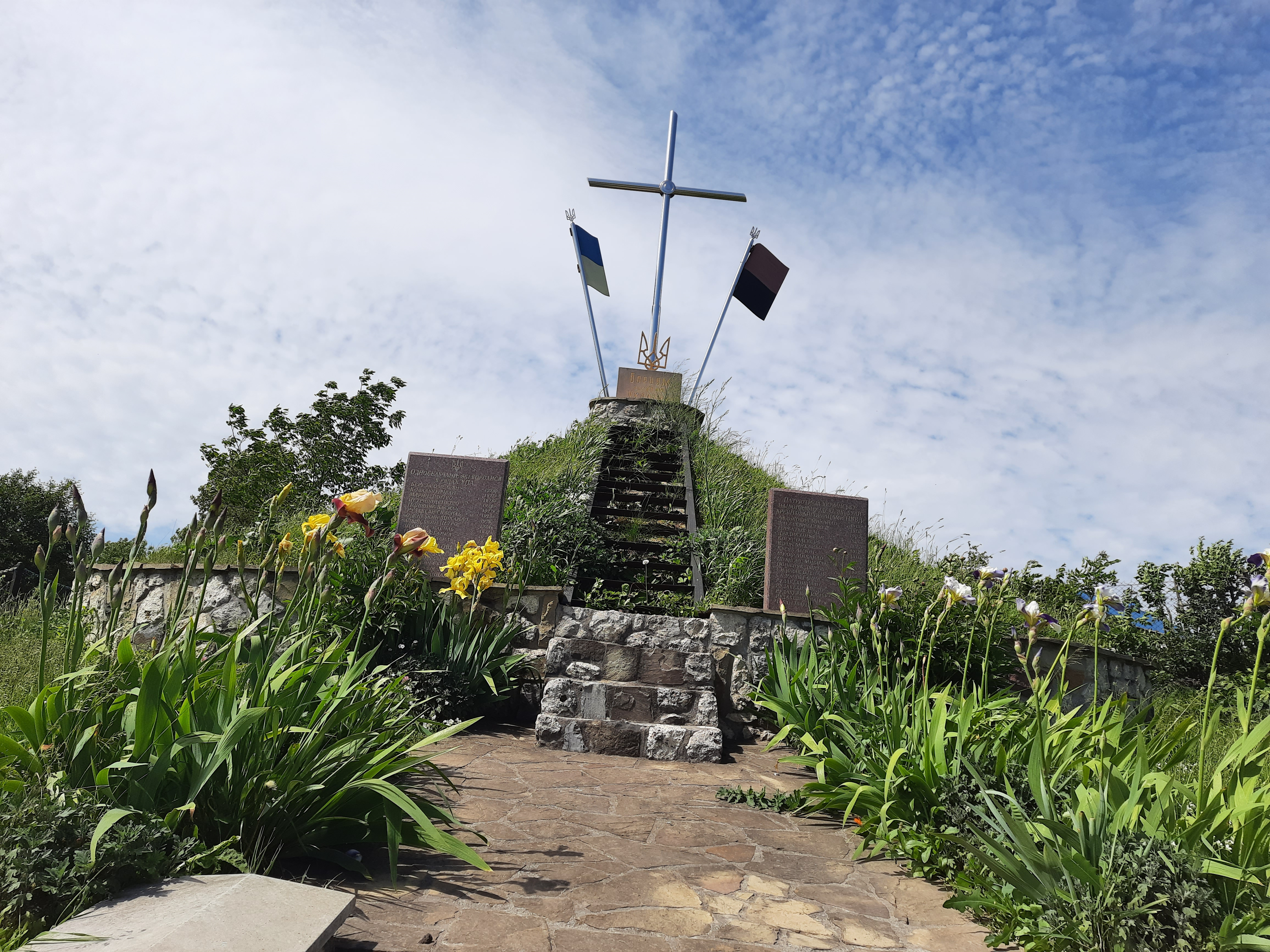
Символічна могила Борцям за волю України